# 淚灑吉他
《淚灑吉他》（英語：Teardrops on My Guitar）是美国創作歌手泰勒絲的一首歌曲。歌曲由泰勒絲和利茲·羅斯共同创作，由内森·查普曼制作。《淚灑吉他》于2007年2月19日由大機器唱片作为泰勒絲同名录音室专辑的第2张单曲发行。后来，歌曲也收录于泰勒絲第2张录音室专辑《放手去爱》中，并在英国作为专辑的第2张单曲发行。歌曲的创作灵感源于泰勒絲暗恋过的同学德鲁·哈德威克，哈德威克没有意识到泰勒絲对他的情感，反而不停向泰勒絲说着关于自己女朋友的事情，而泰勒絲在此时也只能假装微笑。几年后，哈德威克拜访泰勒絲，向泰勒絲表达爱意，但泰勒絲拒绝了他。音乐上，歌曲以原聲吉他伴奏。有的乐评人如《滾石》的格雷迪·史密斯将其归为乡村音乐，指出歌曲的主题和叙述形式都具有乡村风格。而有些乐评人如《PopMatters》的罗杰·霍兰德则将其归为流行乐，认为歌曲的制作具有流行乐的风格，并且其伴奏缺乏传统乡村元素。
歌曲发行后收获了乐评的好评，乐评称赞了泰勒絲的歌手和作词作曲风格。歌曲被认为是泰勒絲职业生涯的突破歌曲，其使泰勒絲在北美成名。商业上，歌曲在美国《告示牌》百强单曲榜最高排第13名，在《告示牌》年終榜單也榜上有名。歌曲已被美國唱片業協會认证为白金唱片。歌曲的音樂錄影帶由特里·范乔伊导演。录像带中，泰勒絲看着自己所爱的人与另一位女生交往。录像带使泰勒絲获得了MTV音樂錄影帶大獎“最佳新人”的提名，但输给了東京飯店酷兒的《Ready, Set, Go!》。泰勒絲曾多次现场表演了歌曲，在作为其他乡村歌手的巡演开场表演时，泰勒絲经常演唱这首歌曲。此外，泰勒絲在个人的第一场巡回演唱会無懼的愛巡迴演唱會、紅色巡迴演唱會聖安東尼奧站以及舉世盛名體育場巡迴演唱會上丹佛站上也演唱了这首歌曲。

## 曲目列表
| - CD单曲 1. "Teardrops on My Guitar" (Album Version) – 3:36 2. "Teardrops on My Guitar" (Instrumental) – 3:36 3. "Teardrops on My Guitar" (Music Video) – 3:50 - 混音CD单曲 1. "Teardrops on My Guitar" (Pop Version) – 2:59 - 欧洲数字下载EP / 国际宣传CD 1. "Teardrops on My Guitar" – 3:14 2. "Teardrops on My Guitar" (Acoustic) – 2:58 3. "Teardrops on My Guitar" (Cahill Radio Edit) – 3:01 | - 哥伦比亚混音CD单曲 1. "Teardrops on My Guitar" (Album Version) – 3:35 2. "Teardrops on My Guitar" (Radio Version) – 3:24 3. "Teardrops on My Guitar" (Pop Version) – 3:00 4. "Teardrops on My Guitar" (International Version) – 3:14 5. "Teardrops on My Guitar" (Joe Bermudez Radio Mix) – 3:08 6. "Teardrops on My Guitar" (Cahill Radio Mix) – 3:24 7. "Teardrops on My Guitar" (Cahill Extended) – 5:21 8. "Teardrops on My Guitar" (Acoustic Version) – 2:57 |  |

## 榜单成绩与销售认证

### 榜单
| 榜单（2007年-2008年）               | 最高 排位 |
| ----------------------------------- | --------- |
| 加拿大（Canadian Hot 100）          | 45        |
| 英國（官方榜单公司單曲榜）          | 51        |
| 美国（《告示牌》百大單曲榜）        | 13        |
| 美國（《告示牌》成人當代單曲榜）    | 5         |
| 美國（《告示牌》Adult Pop Airplay） | 6         |
| 美國（《告示牌》热门乡村歌曲榜）    | 2         |
| 美國（《告示牌》Pop Airplay）       | 7         |

| 榜单（2007年）                   | 排位 |
| -------------------------------- | ---- |
| 美國（《告示牌》百強單曲榜）     | 89   |
| 美國（《告示牌》熱門鄉村歌曲榜） | 28   |
| 榜单（2008年）                   | 排位 |
| 美國（《告示牌》百強單曲榜）     | 48   |

| 地區                                  | 认证     | 认证单位/销量 |
| ------------------------------------- | -------- | ------------- |
| 加拿大（加拿大音乐协会）              | 白金     | 0*            |
| 美国（美國唱片業協會）                | 3× 白金† | 2,900,000     |
| *僅含認證的實際銷量 ^僅含認證的出貨量 |          |               |